# 디케이댄스 레코드
디케이댄스 레코드(Decaydance Records)는 미국 뉴욕의 음반사이다. 주로 20대 중심의 팝 펑크와 파워 팝계 밴드가 소속되어 있다. 2005년에 폴 아웃 보이의 베이시스트 피트 웬츠에 의해 설립되었다.

## 같이 보기
- 퓨얼드 바이 라멘